# Георгиос Папулис
Георгиос Папулис (на гръцки: Γεώργιος Παπούλης) е гръцки политик.

## Биография
Роден е в 1894 година в македонската драмска паланка Просечен, тогава в Османската империя, днес Просоцани, Гърция. Семейството му са преселници от епирското село Падес. Става представител на търговските тютюневи компании и влиза в политиката. Става член на Либералната партия на Елевтериос Венизелос и е върл противник на Атанасиос Триандафилидис. Папулис е кмет на община Просечен в периодите от 1922 до 1924, от 1929 до 1931 и от 1934 до 1936 година. След като община Просечен получава статут на дем, Папулис е първият кмет на дема. Умира на 10 октомври 1970 година и е погребан в Драма.